# David Goodman (Komponist)
David Goodman (* 1953) ist ein US-amerikanischer Komponist, Pianist und Dirigent.
Goodman studierte am Oberlin College (Bachelor 1975) und erwarb den Mastergrad und Ph. D. in den Fächern Komposition und Dirigieren  an der University of California, Berkeley. Er begann dann, in Berkeley sowie am Pomona College und der University of California, Los Angeles zu unterrichten. 1997 wurde er als Professor für Musiktheorie, Komposition und Musiktechnologie an das Santa Monica College berufen, wo er den Ilona Katz Chair of Excellence innehat.
Goodman komponierte Werke für Orchester, Chor, Solostimme, Jazzensemble und elektronische Medien und erhielt Auszeichnungen u. a. der American Academy of Arts and Letters, der American Society of Composers, Authors and Publishers und der National Orchestral Association. Sein Canto de esperanza war über die USA hinaus auch in Europa und Lateinamerika erfolgreich.
Auch im Bereich des Films ist Goodman als Komponist, Dirigent, Musiker, Orchestrator und Arrangeur aktiv. Seine Musik zu den Dokumentarfilmen Reina de la Selva (1989) und Darkness Into Light erhielt Preise beim Houston International Film Festival. Als Pianist interpretierte er Neue Musik wie Arnold Schönbergs Pierrot Lunaire, George Antheils Ballet Mécanique, Roger Sessions Concertino oder Donald Martinos Notturno.